# 20963 Pisarenko
20963 Pisarenko (1977 QN1) là một tiểu hành tinh vành đai chính được phát hiện ngày 19 tháng 8 năm 1977 bởi N. S. Chernykh ở Đài vật lý thiên văn Crimean.